# Canonización de Juan XXIII y Juan Pablo II

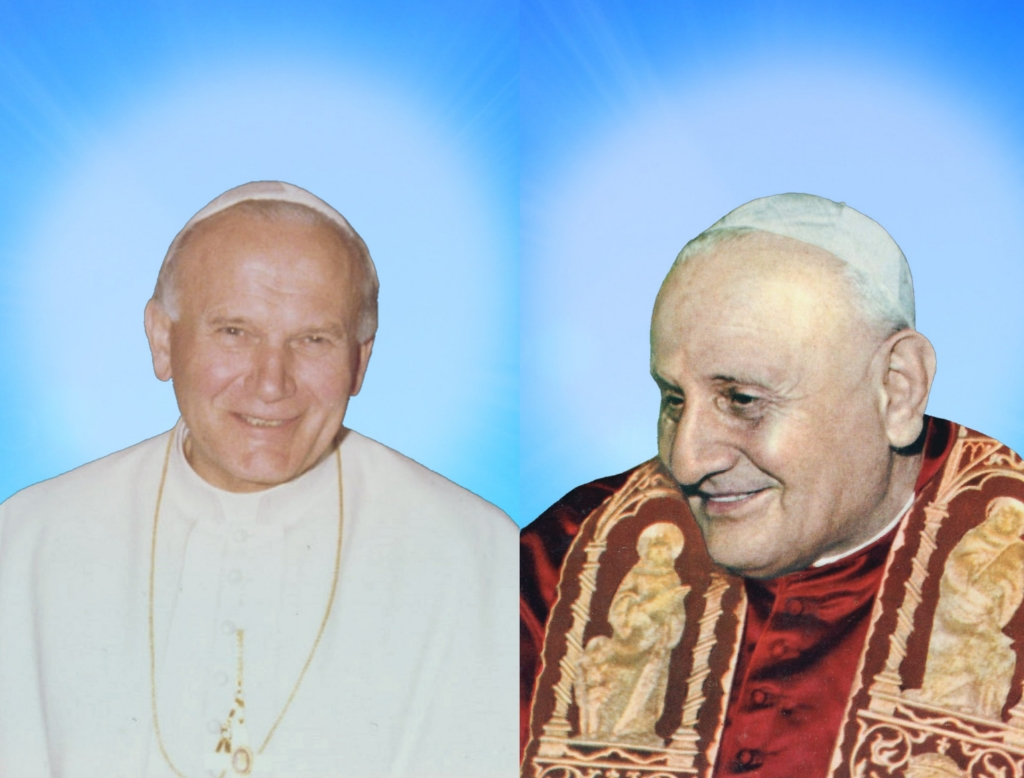
Retratos de san Juan Pablo II y san Juan XXIII

Juan XXIII (25 de noviembre de 1881-3 de junio de 1963) y Juan Pablo II (18 de mayo de 1920-2 de abril de 2005) fueron papas de la Iglesia católica y soberanos del estado de la Ciudad del Vaticano (1958-1963 y 1978-2005, respectivamente). Sus canonizaciones se celebraron el 27 de abril de 2014, y fueron oficializadas por el papa Francisco tras el reconocimiento de un milagro atribuido a la intercesión de Juan Pablo II, mientras que Juan XXIII fue canonizado por sus méritos de la apertura del Concilio Vaticano II. La fecha de la canonización fue anunciada el 30 de septiembre de 2013.

## Historia

### Beatificación de Juan XXIII

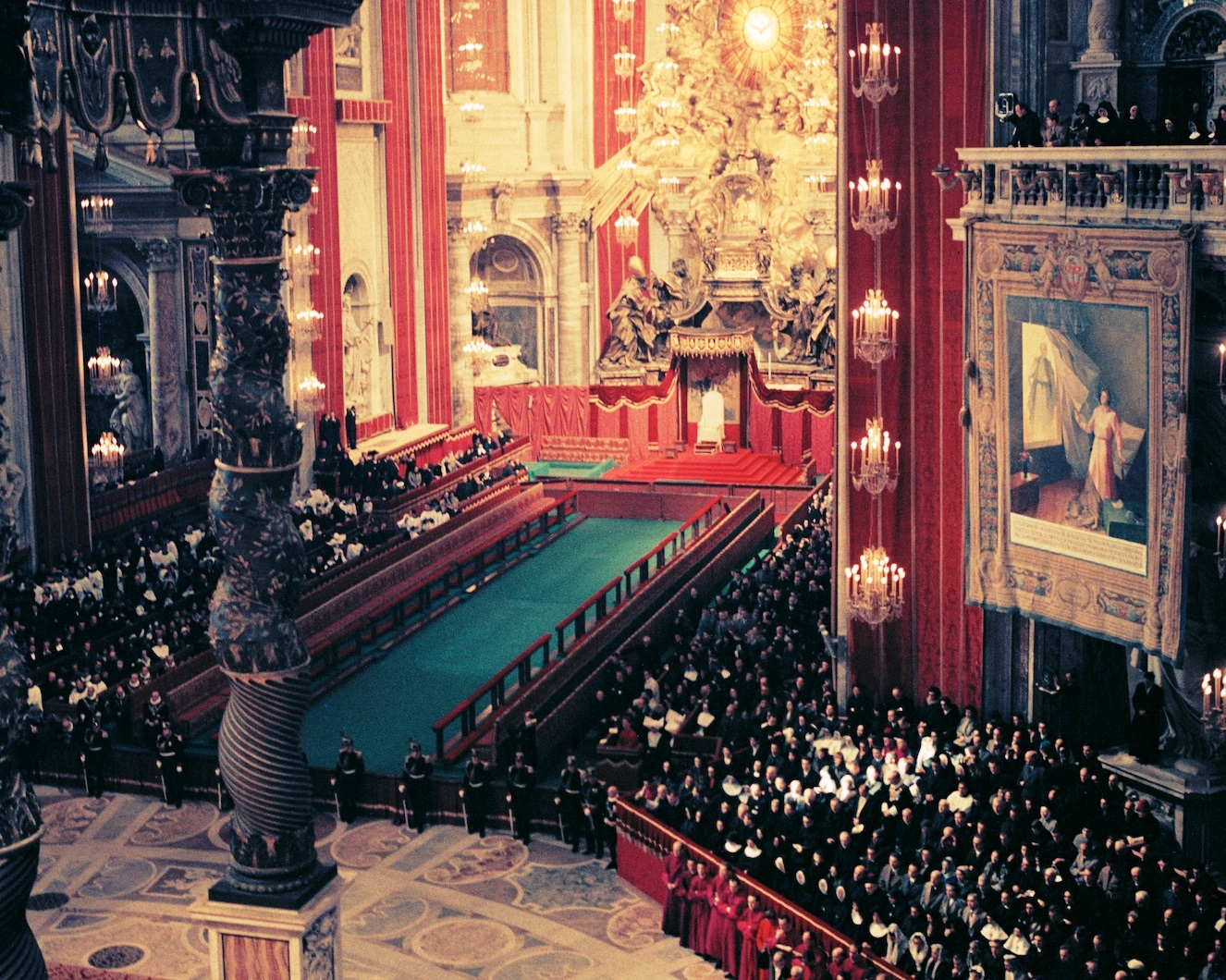
El Concilio Vaticano II

El proceso de canonización del papa Juan XXIII, apodado en Italia como "El Papa Bueno" quién convocó el Concilio Vaticano II y que lo dirigió hasta su fallecimiento el 3 de junio de 1963, fue abierto casi inmediatamente por los cardenales conciliares y por los inumerables fieles. Aún así la canonización de tardó más de cincuenta años. Tras la declaración de milagro por la comisión competente de la curación de la monja napolitana Caterina Capitani en 1966, Juan Pablo II lo beatificó el 3 de septiembre de 2000.

### Beatificación de Juan Pablo II
La causa de canonización de Juan Pablo II fue iniciada por un grupo de fieles en su funeral, el 8 de abril de 2005 con pancartas que decían «santo subito» (en español: ¡sea canonizado inmediatamente!). La causa se abrió formalmente el 28 de junio de 2005, y dos años después concluyó la etapa diocesana con la firma solemne del documento el 2 de abril de 2007. Según las normas de canonización, se deben esperar cinco años tras el fallecimiento de una persona antes de iniciar el procedimiento, pero este requisito puede ser eximido.

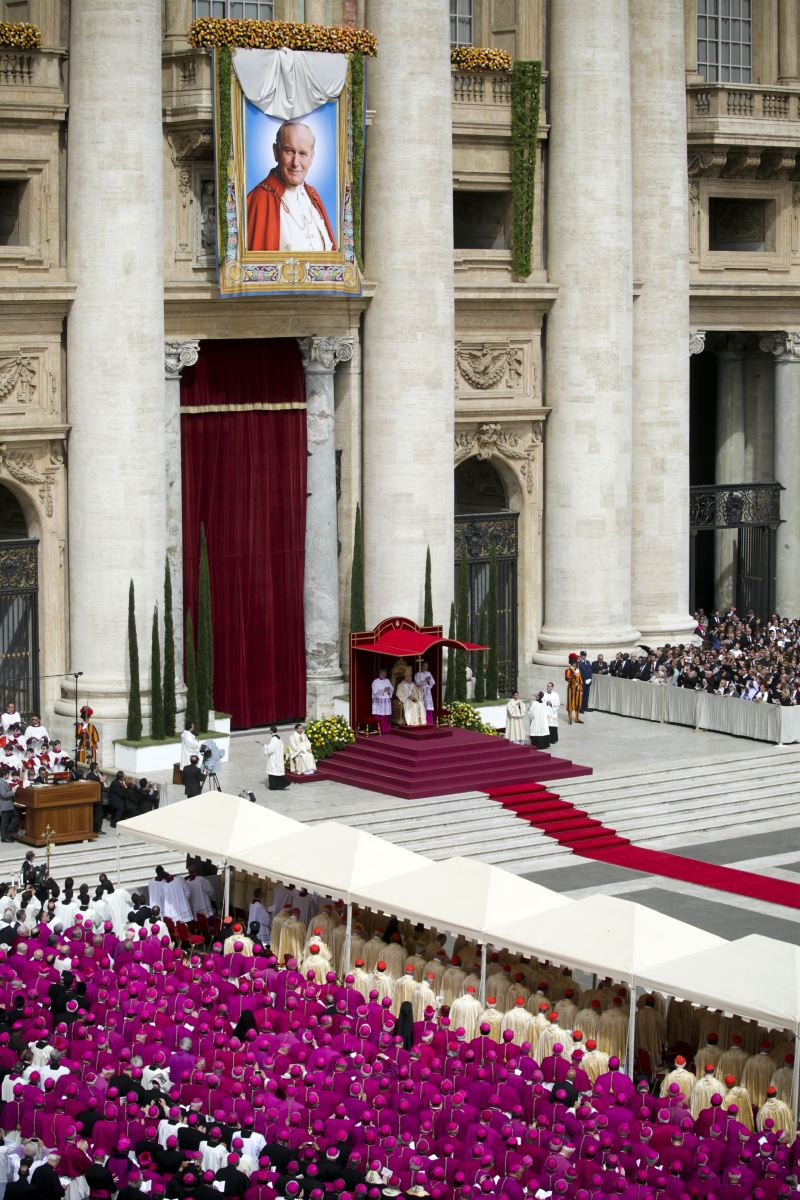
Beatificación de Juan Pablo II

Durante el proceso de canonización de Juan Pablo II, se examinaron las circunstancias de la curación de Marie Simon-Pierre Normand, quien padecía la enfermedad de Parkinson, y se reconocieron oficialmente como un milagro. A medida que la enfermedad avanzaba, la monja francesa ya no podía escribir, conducir ni siquiera caminar. Animada por el ejemplo de Juan Pablo II, que también padecía la misma enfermedad, rezó pidiendo la intercesión del pontífice tras su muerte. Dos meses después, el 2 de junio de 2005, inspirada por una voz interior, comenzó a escribir y se asombró al descubrir que su escritura había mejorado, y al día siguiente todo su cuerpo se había recuperado por completo. En diciembre de 2009 el papa Benedicto XVI otorgó a su predecesor el título de venerable. La beatificación tuvo lugar en la plaza de San Pedro el 1 de mayo de 2011.

### Preparación para la canonización conjunta
El 25 de abril de 2013 la comisión médica que investigaba la curación de Floribeth Mora Díaz, de Costa Rica, por intercesión de Juan Pablo II, declaró que el caso era científicamente inexplicable, lo que demostraba el segundo milagro necesario para la canonización. En 2011 Mora Díaz, de 48 años y madre de cuatro hijos, sufrió un aneurisma cerebral incurable. A pesar de hacer todo lo posible, los médicos le dieron solo un mes de vida. Mora Díaz rezó a Juan Pablo II para su sanación, y cuando vio la beatificación del pontífice por televisión y su foto en una revista, sanó.
La decisión oficial sobre la canonización la tomó el papa Francisco el 5 de julio de 2013, tras firmar un decreto que atestiguaba el milagro ocurrido por intercesión de Juan Pablo II y que, también, solicitaba a los cardenales y obispos su consentimiento pro gratia para la canonización de Juan XXIII. De esta manera, Francisco aceptó la propuesta de la Congregación para las Causas de los Santos de canonizar al papa Roncalli sin un milagro oficialmente reconocido, por dos razones: en primer lugar, la veneración del «padre del Concilio» está muy extendida en todo el mundo; y, en segundo lugar, es singular que los presentes en el Concilio solicitaran su canonización inmediata.
El 30 de septiembre de 2013 el papa Francisco anunció durante la oración de la tarde que ambos pontífices serían canonizados el 27 de abril de 2014, el segundo domingo de Pascua, fiesta de la Divina Misericordia.
La decisión de Francisco de canonizar a ambos papas el mismo día estuvo motivada por varias razones. Lo hizo para evitar que la popularidad que había acompañado la vida de Juan Pablo II se convirtiera en un culto a la personalidad –el arzobispo Stanisław Dziwisz de Cracovia, exsecretario privado de Juan Pablo II e instrumental en la proclamación del santo subito, propuso canonizarlos por separado–. El experto en el Vaticano John L. Allen argumentó que, al emparejar a los dos papas, Francisco estaba tratando de reconciliar las corrientes liberal y conservadora de la Iglesia católica, mientras que el corresponsal de la BBC en Roma, David Willey, argumentó que estaba evitando tener que tomar una postura. Finalmente la decisión estuvo parcialmente justificada por la necesidad de evitar duplicar el costo estimado de la ceremonia, que fue de alrededor de 7,8 millones de euros.
Dado que los participantes del Concilio Vaticano II y la multitud de creyentes presentes en los funerales de Juan Pablo II pidieron su inmediata elevación a los altares, y dado que el mundo cristiano ha seguido considerando santos a ambos papas, la canonización oficial «solo» reforzó su veneración.

## Ceremonia de canonización
La misa de canonización fue celebrada por el papa Francisco el domingo 27 de abril de 2014, en la plaza de San Pedro del Vaticano, en la mañana del Domingo de la Misericordia, el segundo domingo de Pascua y el final de la Octava de Pascua (Juan Pablo había muerto en su vigilia en 2005, en una fecha diferente). Fueron concelebrantes de la misa el entonces papa emérito Benedicto XVI, junto con unos 1500 obispos e integrantes del colegio cardenalicio, con la presencia de entre 800 000 y un millón de peregrinos.
Entre los asistentes se contaron reyes, reinas, presidentes y primeros ministros de más de 90 países. La lista de personalidades que asistieron incluyó entre otros a Juan Carlos I de España y Sofía de Grecia, el presidente polaco Bronisław Komorowski, el fundador de la federación sindical polaca Solidaridad Lech Walesa, el primer ministro francés Manuel Valls, el presidente húngaro János Áder, el presidente italiano Giorgio Napolitano, así como representantes y delegaciones de todos los países de América Latina, además del presidente paraguayo Horacio Cartes, el salvadoreño Salvador Sánchez Cerén, el ecuatoriano Rafael Correa, y el hondureño Juan Orlando Hernández.

## Galería

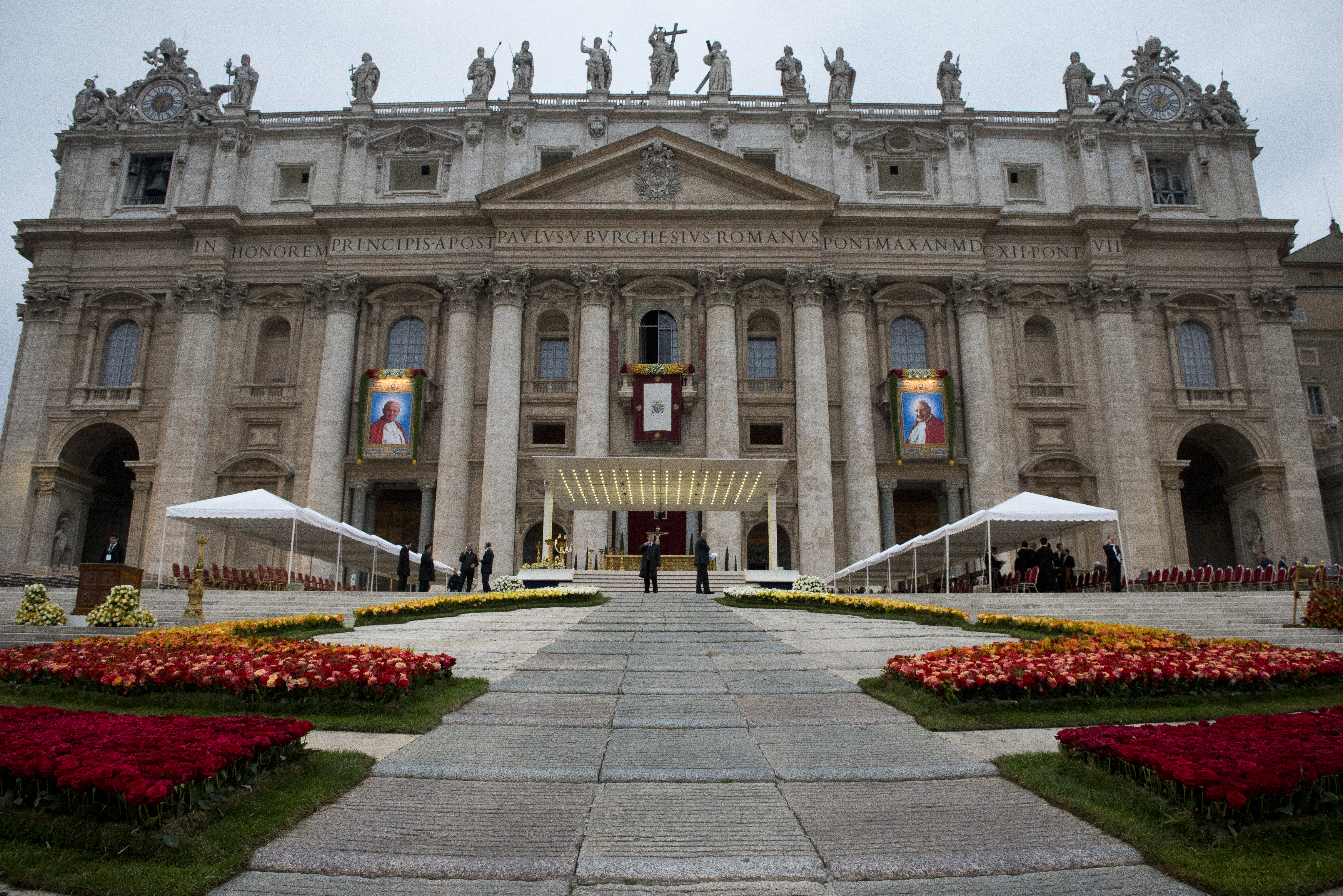
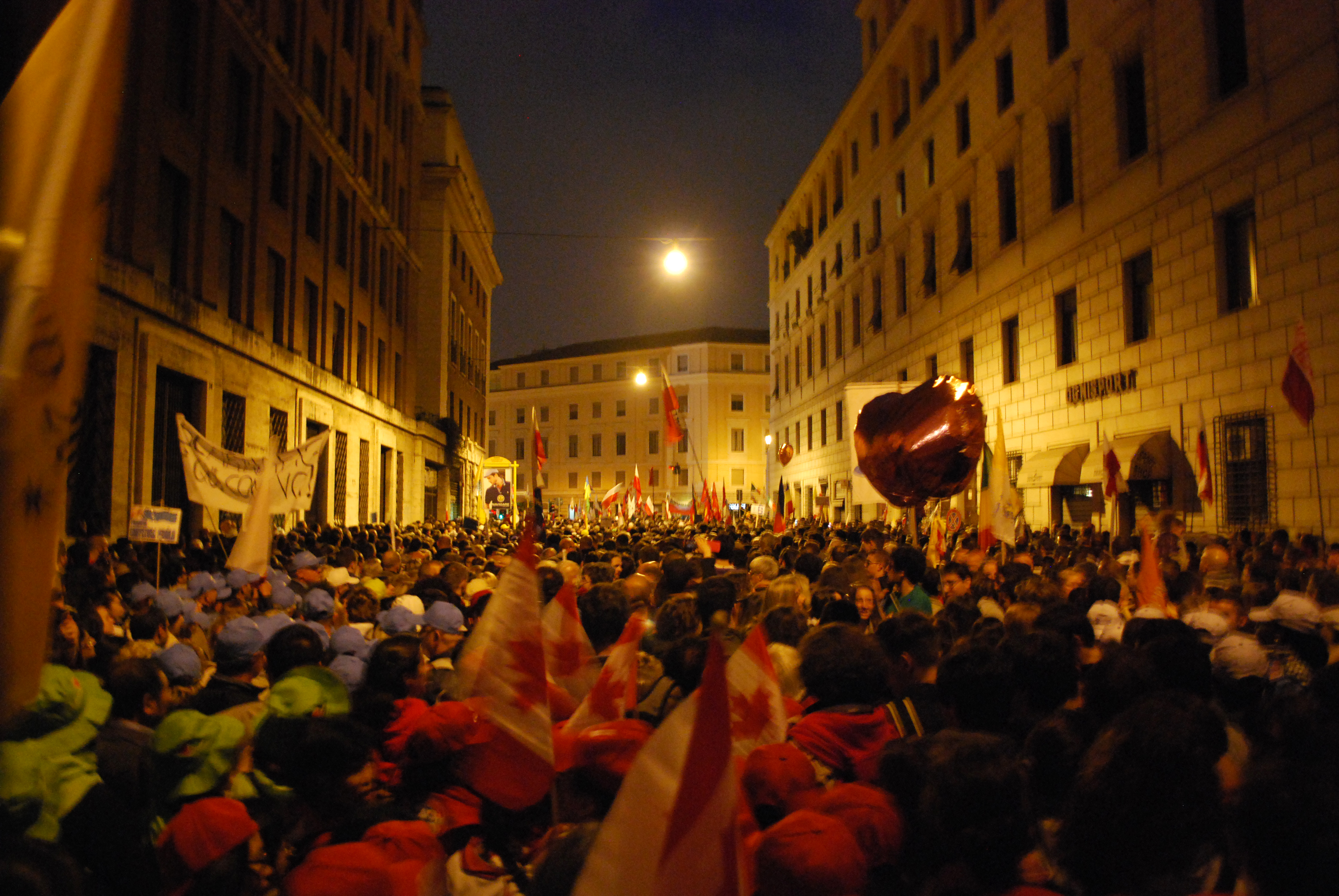
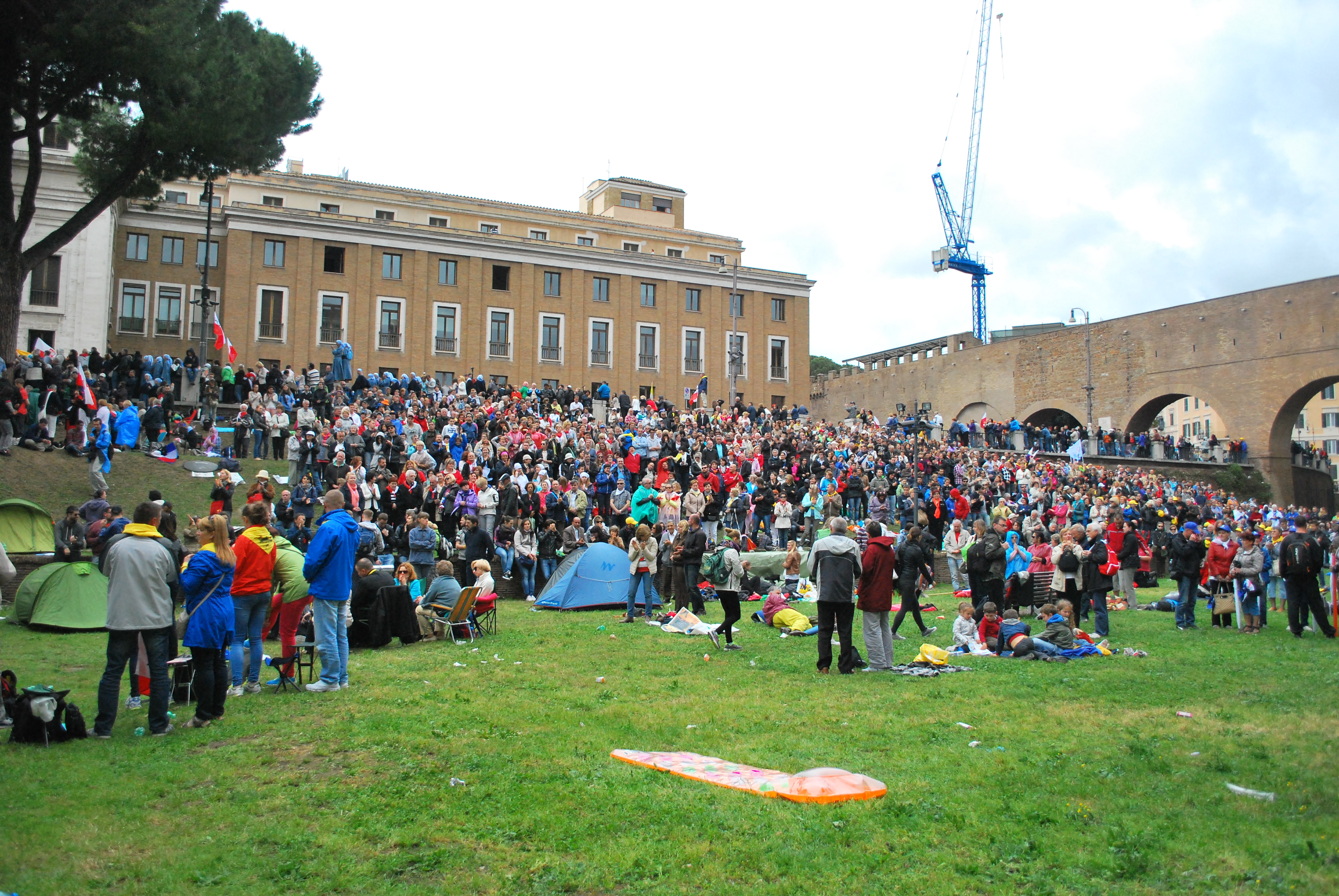
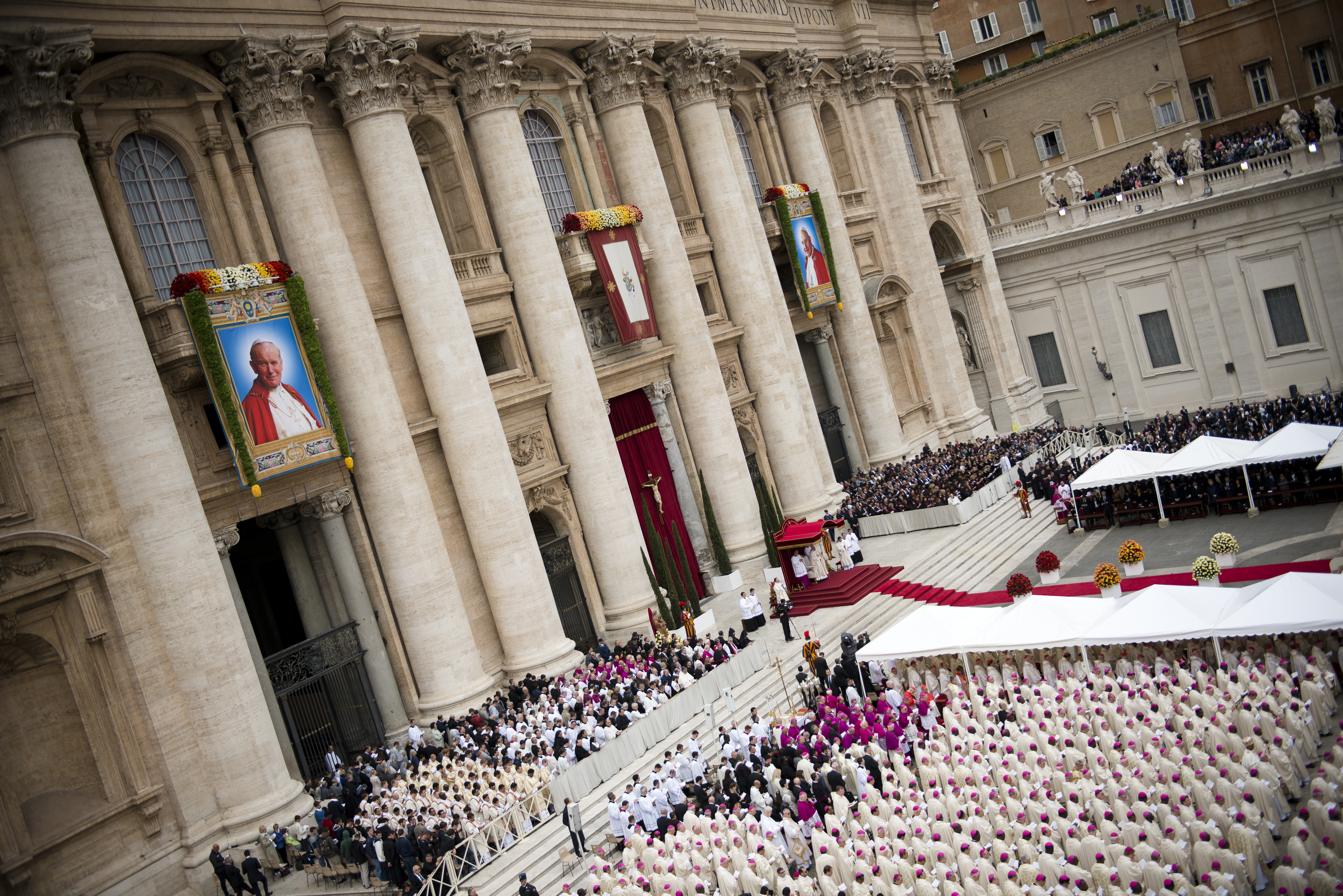
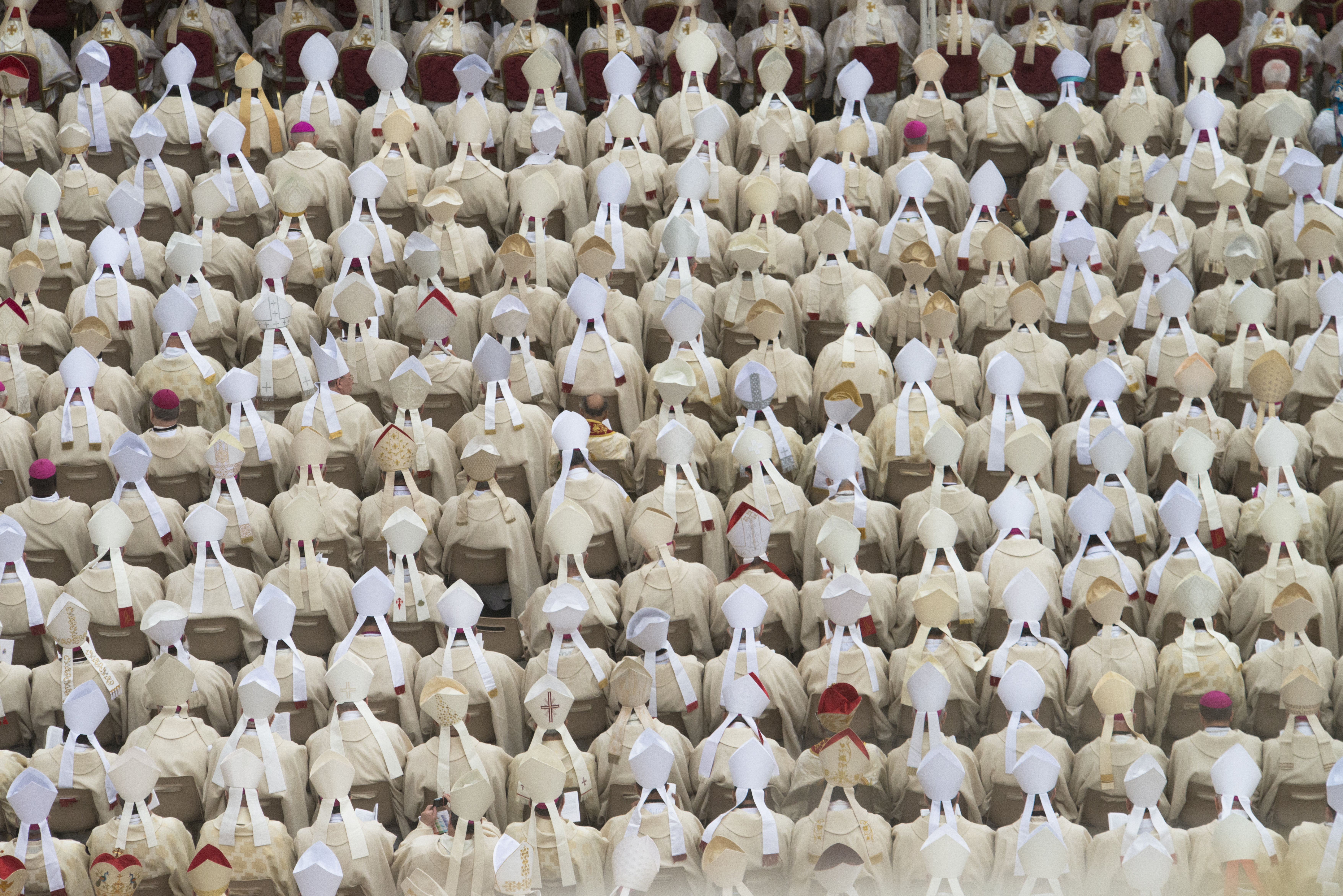
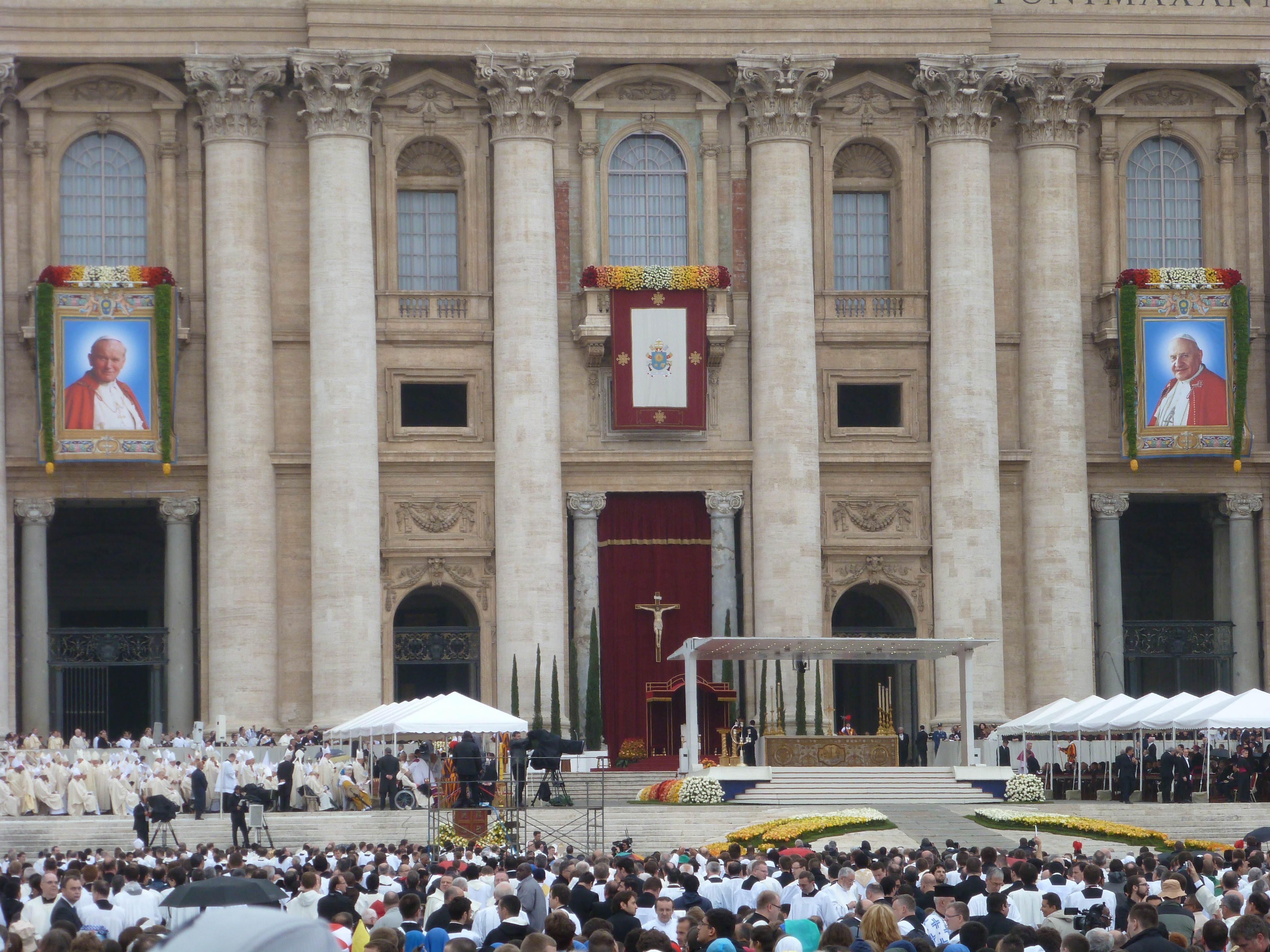
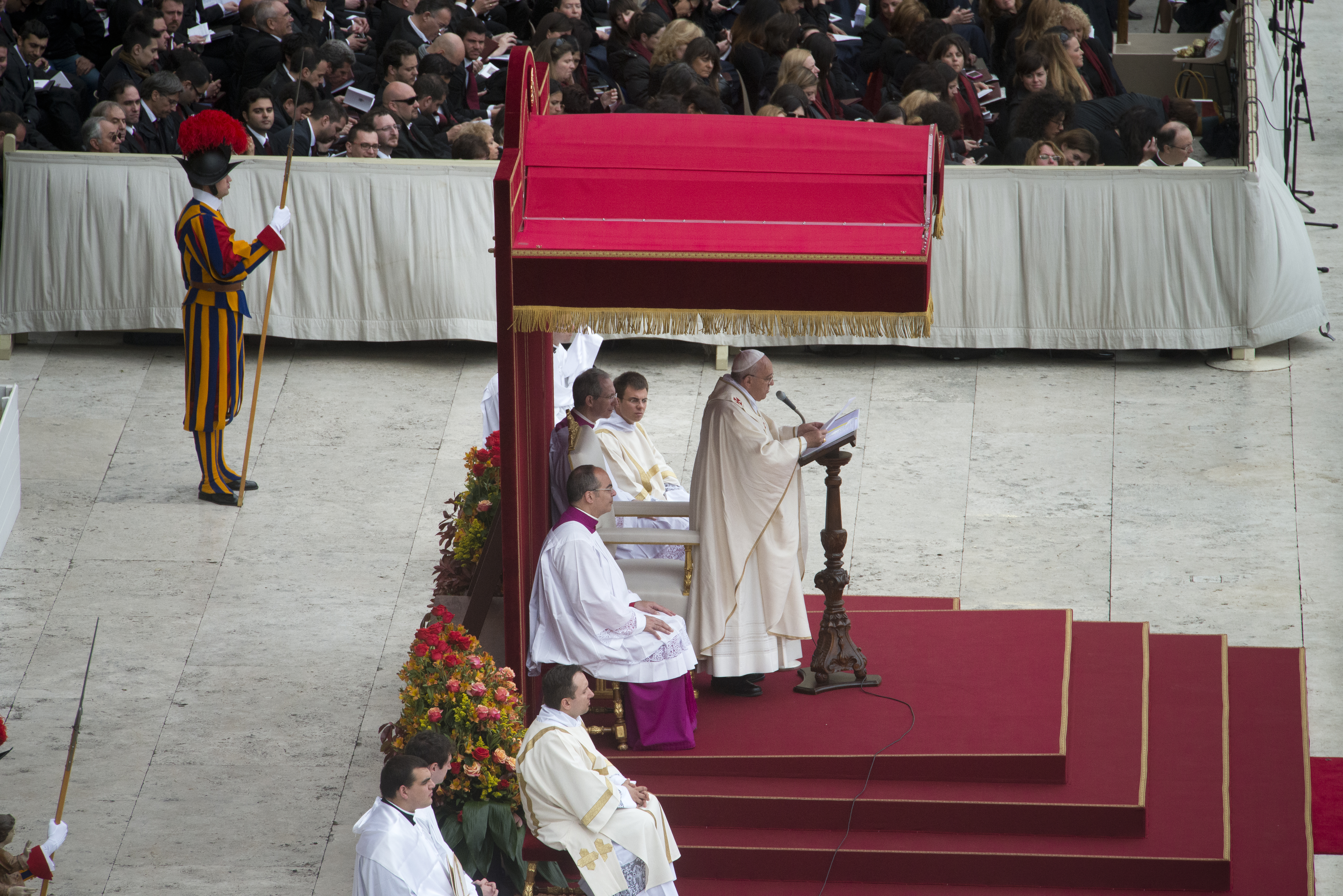
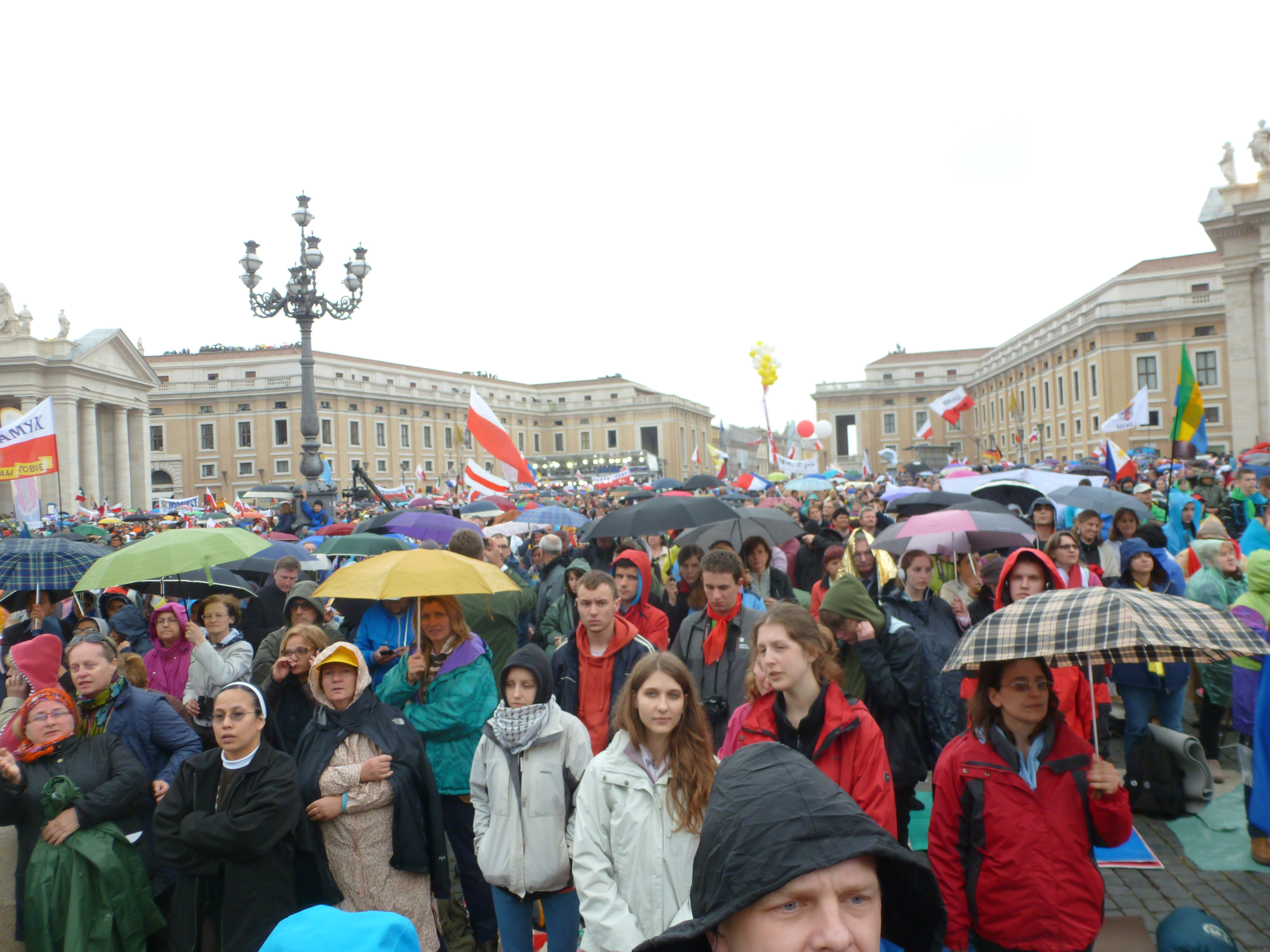
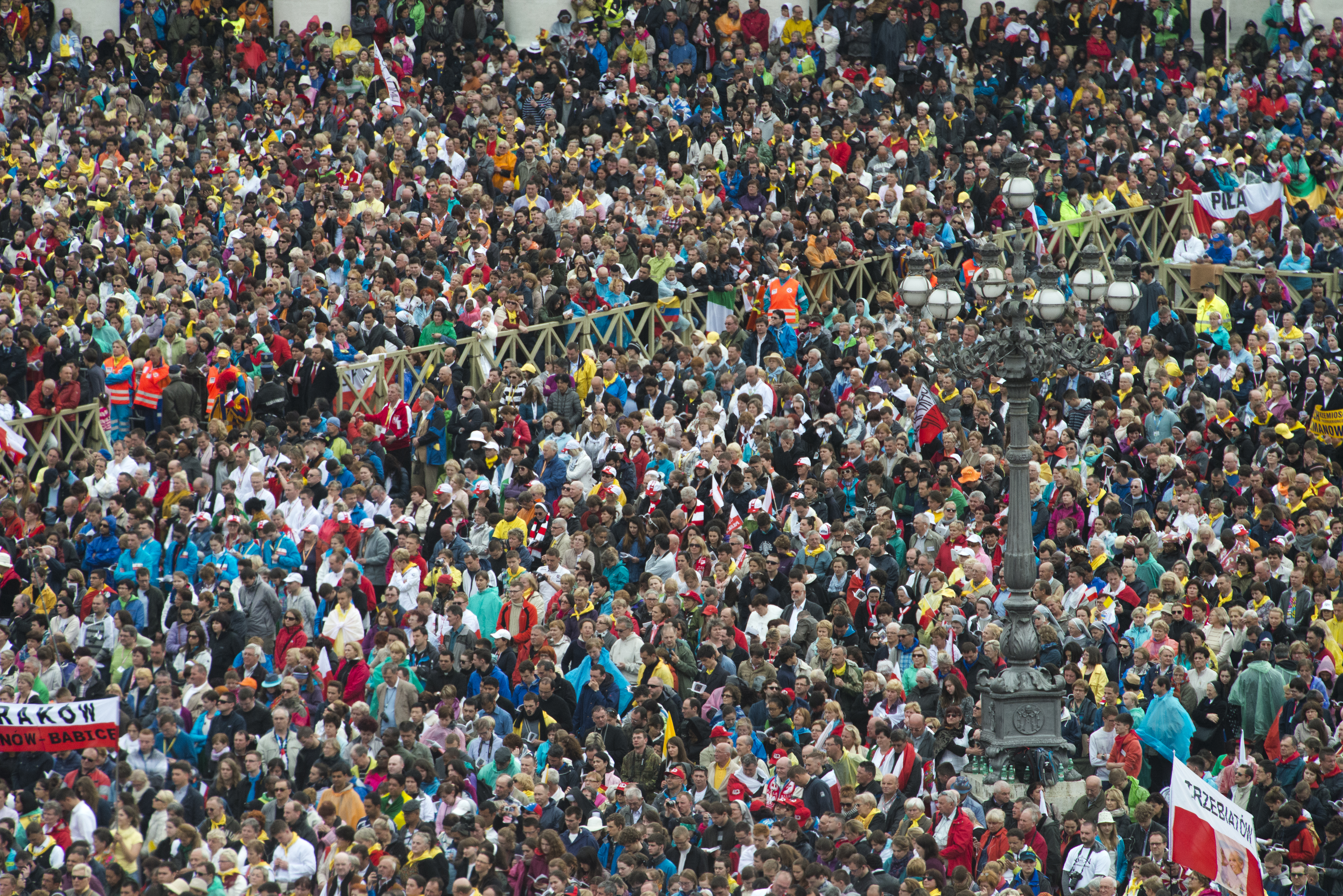